# Hu Jia
Hu Jia (n. 10 ianuarie 1983, Wuhan, Republica Populară Chineză) este un săritor în apă chinez, medaliat olimpic. A participat la 2 ediții ale Jocurilor Olimpice (2000, 2004) în care a câștigat o medalie de aur și două medalii de argint.